# Erzengel Michael und St. Nikolaus (Blanki)

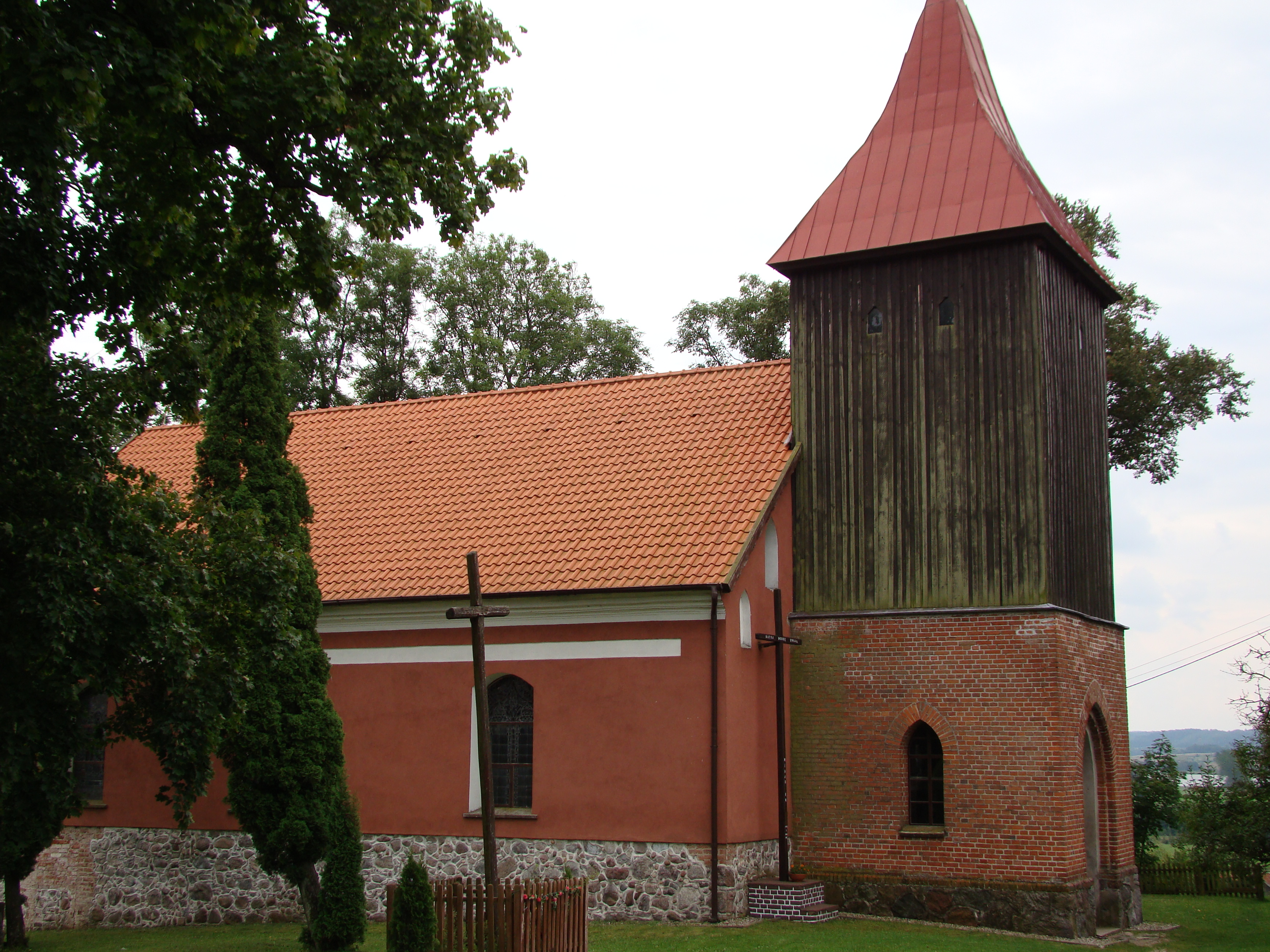
Erzengel Michael und St. Nikolaus in Blanki

Die römisch-katholische Pfarrkirche Erzengel Michael und St. Nikolaus in Blanki (deutsch Blankensee), einem ehemals dem Kreis Heilsberg angehörenden Ort in der Gmina Lidzbark Warmiński im Powiat Lidzbarski in der polnischen Woiwodschaft Ermland-Masuren, ist ein einfacher Saalbau aus dem späten Mittelalter.

## Geschichte
Die Kirche gehört zum Bistum Ermland und war historisch Teil des Archipresbyterats Seeburg. Die Kirche wurde erstmals 1363 urkundlich erwähnt, als sie als Filialkirche von Siegfriedswalde mit zwei Hufen Land dotiert wurde. Die Kirche wurde 1437 eine Pfarrkirche, was vermutlich mit einer Aufstockung der Dotation auf vier Hufen einherging. Vermutlich wurde die Kirche zu dieser Zeit massiver ausgebaut. Auf das Jahr 1496 ist eine Glocke mit einer niederdeutschen Inschrift datiert, ein seltenes Relikt aus dieser Zeit.
Blankensee wurde vor 1565 erneut Filialkirche von Siegfriedswalde (heute Żegoty). Im 19. Jahrhundert wurde der Bau erheblich umgestaltet u. a. bei Fenstern und Giebeln, sowie durch die Errichtung eines Turms mit massivem Erdgeschoss und hölzernem Aufbau.

## Architektur
Die Kirche ist ein ungewölbter Saalbau mit einer schlichten und schmucklosen Gestaltung, die typisch für Dorfkirchen der Region ist. Der hohe Feldsteinsockel bildet eine markante Basis. Heute sind die Wände vollständig verputzt, wodurch Details der ursprünglichen Bauweise nur schwer erkennbar sind. Auf der Westseite sind schmale Spitzbogenblenden erhalten, die vermutlich zum Ursprungsbau gehören. Die Fenster stammen aus dem späten 19. Jahrhundert. Die Sakristei befindet sich an der Ostseite der Kirche. Ob dies der ursprüngliche Standort ist, kann nicht mit Sicherheit festgestellt werden. Eine Vorhalle an der Südseite, deren Kern möglicherweise mittelalterlich ist, lässt sich aufgrund der umfassenden Verputzung nicht eindeutig datieren.